# خوسيه سوتو (لاعب كرة قدم تشيلي)
خوسيه سوتو (بالإسبانية: José Soto Délano)‏ هو مدرب كرة قدم ولاعب كرة قدم تشيلي في مركز الهجوم، ولد في 28 يناير 1986 في فالبارايسو في تشيلي. لعب مع سانتياغو واندررز.